# ZTE
ZTE (Chinês：中兴通讯, Inglês: ZTE Corporation) (Zhong Xing Telecommunication Equipment Company Limited) é uma empresa de telecomunicações que fabrica e presta serviços em soluções de rede (GSM, CDMA, CDMA2000, W-CDMA, TD-SCDMA, FDD-LTE, TDD-LTE, IMS, NGN, PSTN, SDH, ADSL, IPTV e serviços agregados) e dispositivos móveis mundialmente com sede em Shenzhen, China. 

## História

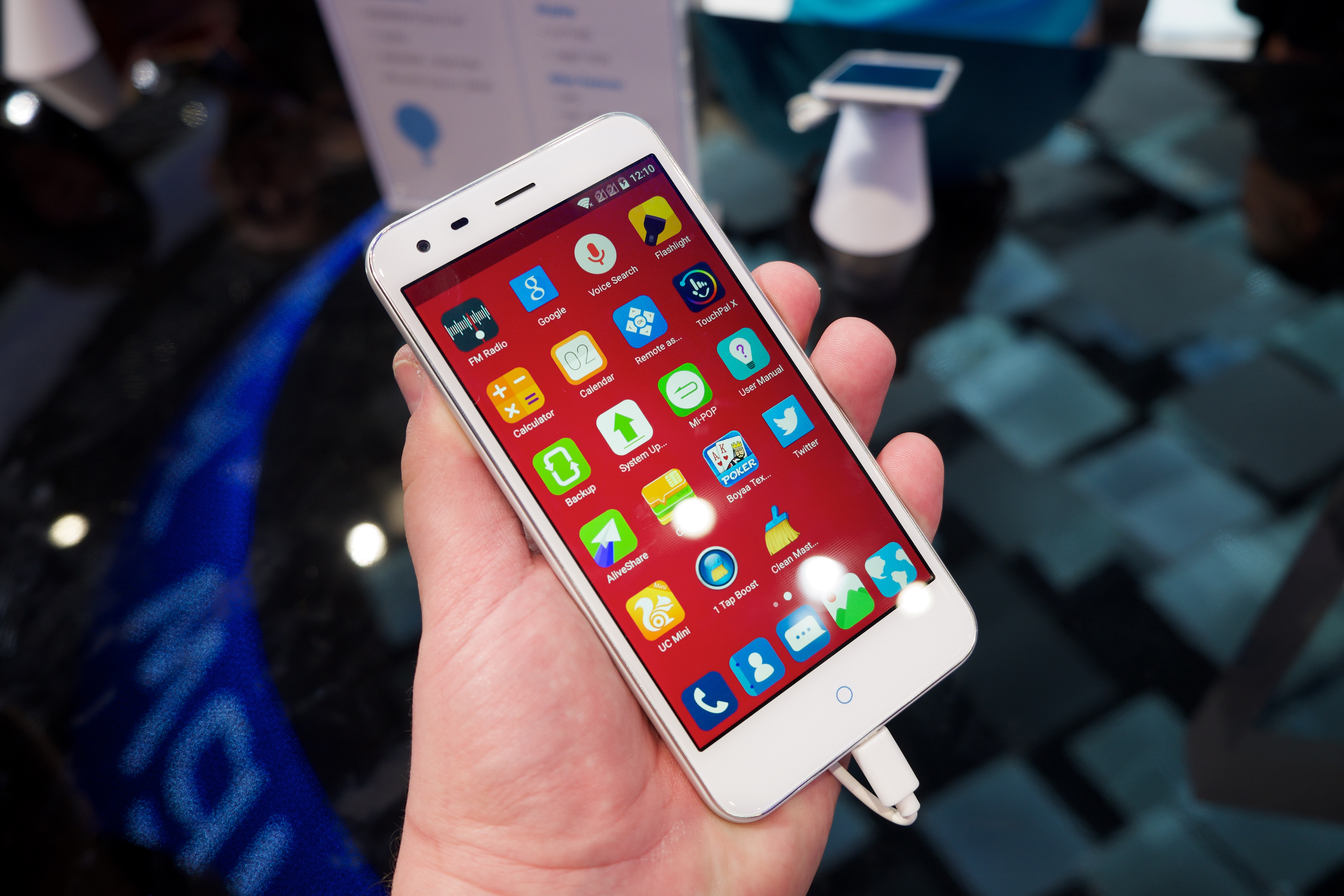
Smartphone da ZTE.

A ZTE foi fundada em 1985. Suas ações estão cotadas na Bolsa de Hong Kong e na Bolsa de Shenzhen. É a segunda maior empresa de telecomunicações Chinesa. Foi uma das primeiras empresas de telecomunicações chinesa a oferecer  equipamentos para empresas globalmente desde 1996. Atualmente conta com mais de 60.000 empregados e mais de 100 filiais ao redor do mundo.
No dia 13 de março de 2007, a Reuters anunciou que ZTE recebeu autorização para vender equipamentos baseado em sistemas 3G na China pelo Ministério da Informação da Indústria da China..
Em 2008 foi considerada o sexto maior fabricante mundial de aparelhos celulares e espera crescimento saudável em 2009 apesar da crise internacional.. Para isso a empresa aposta em inovação contratando o chinês Tao Ma, designer de aparelhos celulares que podem ser vestidos como o celular anel e o celular bracelete.